# 엘리너 페어

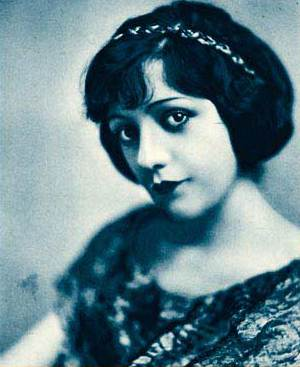

엘리너 페어(Elinor Fair, 1903년 12월 21일 ~ 1957년 4월 26일)는 미국의 배우, 영화배우이다.
리치먼드에서 태어났으며 시애틀에서 사망하였다.

## 영화
- 마이 프렌드 프롬 인디아 (1927년)